# Scarodytes margaliti
Scarodytes margaliti är en skalbaggsart som beskrevs av Wewalka 1977. Scarodytes margaliti ingår i släktet Scarodytes och familjen dykare. Inga underarter finns listade i Catalogue of Life.